# 걸 온 더 브릿지
《걸 온 더 브릿지》(La Fille Sur Le Pont, The Girl On The Bridge)는 프랑스에서 제작된 파트리스 르꽁트 감독의 1999년 멜로/로맨스, 드라마 영화이다. 바네사 파라디 등이 주연으로 출연하였고 크리스찬 페크너 등이 제작에 참여하였다.

## 출연

### 주연
- 바네사 파라디
- 다니엘 오떼유

## 기타
- 미술: 이반 머시온
- 의상: 애니 페리어